# Acta Apostolicae Sedis
«Acta Apostolicae Sedis» (Діяння Апостольського Престолу) — з 1909 року офіційний латиномовний бюлетень Святого Престолу. Запроваджений замість «Acta Sanctae Sedis». Виходить нерегулярно, близько дванадцяти разів на рік. Скорочено — AAS.

## Історія
Засновано декретом Папи Римського Пія X Promulgandi Pontificias Constitutiones (29 вересня 1908), видання почалося в січня 1909. Містить всі основні декрети, енцикліки, рішення римських конгрегацій і повідомлення про церковні призначення. Датою прийняття законів вважається дата їх публікації в AAS, а вступають вони в силу через три місяці після публікації, якщо в самому законі не вказано інше.
AAS замінив аналогічний бюлетень, який випускався з 1865 року під назвою «Acta Sanctae Sedis». Хоча бюлетень «Acta Sanctae Sedis» не мав статусу офіційного місця публікації законів Святого Престолу, фактично він мав такий статус з 23 травня 1904 коли було оголошено, що тексти документів, надруковані тут, є «автентичними і офіційними». Видання «Acta Sanctae Sedis» було припинено в 1908 році.
З 1929 року AAS має додаток «Supplemento per le leggi e disposizioni dello Stato della Città del Vaticano» італійською мовою, в якому друкуються закони і постанови Ватикану — міста-держави, заснованого в тому ж році. Відповідно до пункту 2 «Закону про джерела права» (італ. Legge sulle fonti del diritto) від 7 червня 1929 року, закони держави оприлюднюються за допомогою публікації в цьому додатку.
За правління Бенедикта XVI архіви випусків AAS [Архівовано 11 листопада 2017 у Wayback Machine.] архіви випусків AAS починаючи з 1856 року були оцифровані і викладені у відкритому доступі на офіційному сайті Ватикану в форматі pdf. Без редагування і коректури — як є.